# Barstow (Teksas)
Barstow – miasto w Stanach Zjednoczonych, w stanie Teksas, w hrabstwie Ward.